# Anosia vandeldeni
Anosia vandeldeni är en fjärilsart som beskrevs av Kalis 1933. Anosia vandeldeni ingår i släktet Anosia och familjen praktfjärilar. Inga underarter finns listade i Catalogue of Life.